# 勒泰集團
「勒泰集團有限公司」，簡稱勒泰集團（英語：「Lerthai Group Limited，前港交所上市編號：0112），前稱勒泰商業地產有限公司, 於1952年由當時創辦人吳國璋創立，前身為「至祥置業有限公司」，現時業務是在香港和中國內地物業投資及發展業務經營。
董事長為楊龍飛。
2005年，勒泰集团收购位于北中国区河北省唐山远洋城房地产开发有限公司
2010年2月，已故華懋主席龔如心的私人公司及上市公司安寧控股（0128），曾伙同中國建築（3311）一起認購勒泰的可換股債券。根據當時中國建築的通告，可換股債券為期3年，利率達12厘，若全數轉換成股份後，將佔該勒泰36％股權。按比例龔如心遺產執行人及安寧控股共佔一半，為18%。
2011年3月，與華懋、家樂福（中國）成立「中國勒家華商業地產集團」，並計劃在河北省投資約建設30多個城市地標項目，總投資額高達200億
2012年12月11日中國勒泰商業地產集團有限公司向華人置業集團以每股作價2.67元買入至祥置業61.96%股份，涉資5.61億元。
2014年4月，勒泰控股收購美國加利福尼亞西柯汶納South Hills Plaza。交易在同年11月完成。
2014年5月，勒泰控股在唐山動工興建唐山勒泰城。項目總投資額80億元人民幣。
2014年9月，勒泰控股向Lucas, Austin & Alexander LLC收購美國加利福尼亞橙縣安納罕姆市物業。
2019年2月15日, 勒泰商業地產有限公司名稱更改為勒泰集團有限公司。
2022年8月15日，勒泰集團因在香港交易所停牌超過18個月，被香港交易所除牌。

## 勒泰在中國資產

### 已開發項目
- 唐山遠洋城Mall（大型購物中心，建築面積13萬平方米）
- 唐山勒泰中心
- 西安大唐西市（商貿中心，建築面積100萬平方米，總投資35億元人民幣）
- 河北保龍倉家樂福商業有限公司（與家樂福合組的零售合資企業）
- 石家莊市勒泰中心（五星級酒店及寫字樓）河北最大的商業購物中心

### 開發中項目
- 社區生活Mall（與華懋慈善基金及家樂福合作）
- 南京勒泰中心
- 橙縣項目

## 連結
- 勒泰 （页面存档备份，存于）